# Insinger (geslacht)
Insinger is een geslacht afkomstig uit Bückeburg (Schaumburg-Lippe, Duitsland) waarvan voorouders aan het einde van de 18e eeuw vanuit Duitsland naar Amsterdam kwamen.

## Geschiedenis
De stamreeks begint bij Simon Insinger (1617-1693) grafelijke kamerdiener en hofkleermaker te Bückeburg. Zijn zoon George Ludwig Hermann Daniel Insinger (1663-1744) was eerst lakei en later burgemeester van Bückeberg. Diens zoon, Albrecht Friedrich Insinger (1703-1758), hofkleermaker en eigenaar van de Freiassenhof te Meinsen, kreeg twee zonen (Hermann Albrecht en Johann Friedrich). Het gezin zou rond 1768 naar Amsterdam vertrekken.

## Enkele telgen
- Hermann Albrecht Insinger(1757-1805) mede-oprichter van de onderneming Insinger en Prins in 1779.
  - Albrecht Frederik Insinger (1788-1872), Amsterdams wethouder (1843-1850) en plantage-eigenaar in Suriname
    - Herman Albrecht Insinger (1827-1911) was een Nederlands zakenman en lid van de Tweede Kamer der Staten-Generaal.
      - Jan Herman Insinger (1854-1918), Nederlands koopman te Egypte en oudheidkundige verzamelaar.
        - Ernst Franz Insinger (1870-1939), luitenant-generaal

Geslachten die opgenomen zijn in het sinds 1910 verschijnende genealogische naslagwerk Nederland's Patriciaat. Lijst volgens opgave van het CBG Centrum voor familiegeschiedenis.
A · B · C · D · E · F · G · H · I · J · K · L · M · N · O · P · Q · R · S · T · U · V · W · Y · Z